# シトロエン・C4 WRC
シトロエン・C4 WRC（Citroën C4 WRC）はフランスの自動車メーカーであるシトロエンが開発したワールドラリーカー。

## 概要

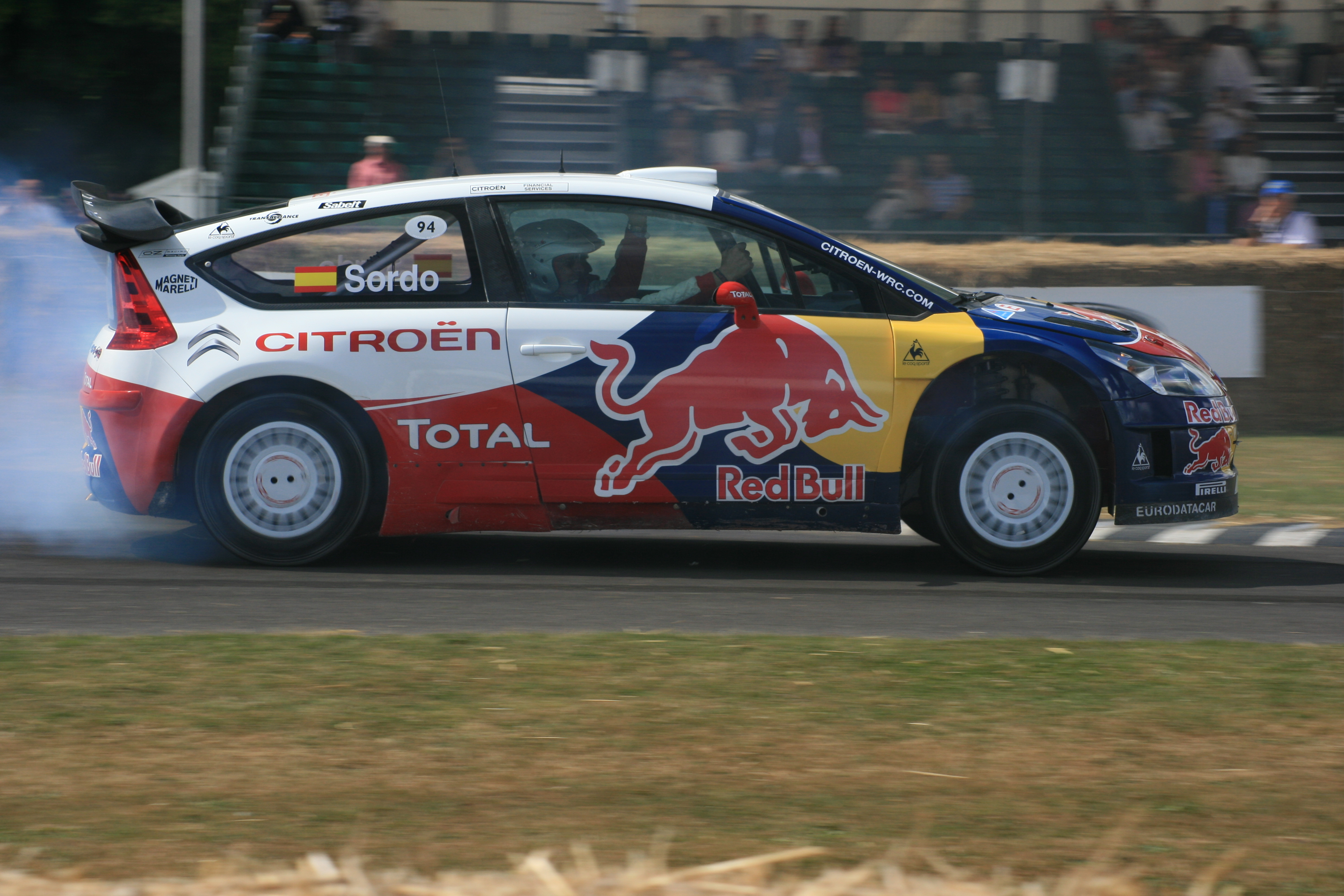
2009年仕様

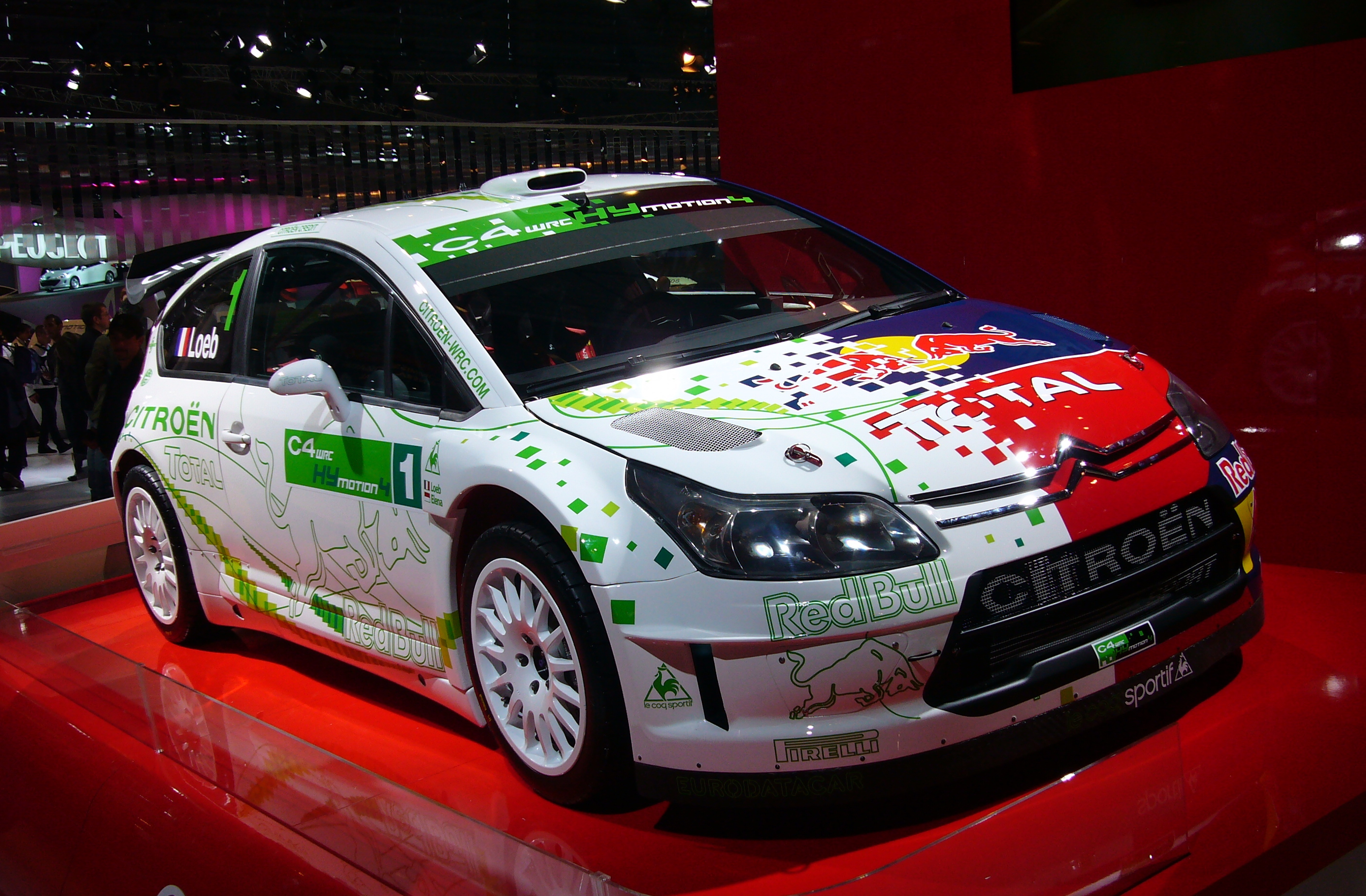
HY motion4（ハイブリッド4WDのコンセプトカー）

WRC（世界ラリー選手権）にクサラWRCで参戦し、デビュー以来タイトル連覇という大成功を収めていたシトロエン・トタル・ワールド・ラリー・チームは、ワークス参戦を休止していた2006年の間にリソースを次期型マシン開発へ集中。2007年にその結晶となる、シトロエン・C4 クーペVTSをベースとする本車を投入した。
テクニカルディレクターはクサビエ=メステラン・ピノン。ドライバーは当時3年連続チャンピオンだったセバスチャン・ローブと、同郷の王者カルロス・サインツと入れ替わるように加入したダニ・ソルド。またPHスポールの育成チーム「シトロエン・ジュニアチーム」やプライベーターとしてセバスチャン・オジェ、キミ・ライコネン、ペター・ソルベルグもドライブした。
2008年には現在のラリー1を先取りしたような、ハイブリッド4WDのコンセプトカーである「HY motion4」を発表し、2009年には実際にテストも行った。

## 技術
ライバルのフォード・フォーカスWRCが凝った機構を採用しているのに対して、C4 WRCはクサラWRC譲りのオーソドックスかつ保守的な設計の下、低重心化とマスの集中を行った基本に忠実な作りをしている。ボディはクサラより一回り大きくなっている。
XU7JP4エンジンと電装系は初年度のみクサラWRCから引き継いだものであったが、08年からエンジンはEW10J4S、電気系統システムも完全新設計のものに変更された。変更後のエンジンも先代同様強力な武器となっており、ライバルより500回転高く回せるため特に車速の伸びに優れた。ダンパーも2007年のみクサラWRC同様エクストラン・テック製だったが、同年途中からシトロエン・スポールの内製に切り替えられている。タイヤも2007年のみBFグッドリッチ（ミシュラン傘下）で、2008年から規則によりワンメイク供給のピレリとなったが、その速さは不変であった。
駆動配分はフォーカスWRCが前後5:5なのに対してC4は6:4と前輪をメインに旋回する傾向にあり、ターマックが得意なドライバー二人の好むFF寄りの特性で開発されていた。実際にピュアターマックでのパフォーマンスはフォーカスWRCを凌駕し、ほぼ無敵に近い実績を誇った。またグラベルでも2007年にローブがグラベルで3連勝するなど強さを見せた。
新井敏弘は「車体が前後左右にロールしないにもかかわらず、路面に吸い付くように走るし、駆動力が地面にしっかり伝わっているのが不思議」「オレだったら（フォーカスWRCより）挙動がシャープなC4 WRCの方がドライブしやすい気がするね」と高く評価している。

## 戦歴
2007年開幕戦のラリー・モンテカルロでデビューウィンを飾り、ローブはC4 WRCで2007年～2010年と4年連続（クサラから数えて7年連続）のドライバーズチャンピオンとなった。特に2008年のローブはシーズン11勝という圧倒的な新記録を達成している。しかし2009年は開幕からローブが5連勝するも、ずっと2位で追随していたフォードのミッコ・ヒルボネンの4連勝を浴びて中盤に首位から陥落、最終2戦でローブが2連勝でわずか1ポイント差でのタイトルという、一転して薄氷の勝利となった。ポイントシステムの改定のあった2010年は大差でタイトルを獲得した。
マニュファクチャラー選手権は2007年はまだWRカー2年目であったソルドがマーカス・グロンホルム/ヒルボネンの北欧の名手を揃えたフォードに及ばず、2006年に続き奪われたが、2008〜2010年はソルドも成長しシトロエンが3連覇で奪回に成功した。
単独の一車種による通算イベント優勝数36回は、フォルクスワーゲン・ポロ R WRCに破られるまでWRC最多記録であった。
2011年からは新規定「S2000 WRC」に合わせた「DS3 WRC」に後を託してC4 WRCは大舞台から引退した。